# Saint-Chély-du-Tarn
Saint-Chély-du-Tarn is een dorp in de Gorges du Tarn in de gemeente Sainte-Enimie in het departement Lozère in Zuid-Frankrijk. Het dorp is gelegen aan de linkeroever van de Tarn op de bodem van de Cirque St-Chély en alleen te bereiken via een smalle boogbrug. Een uit een bron ontspoten beek stroomt door het dorp en mondt met een 10 meter hoge waterval uit in de Tarn.

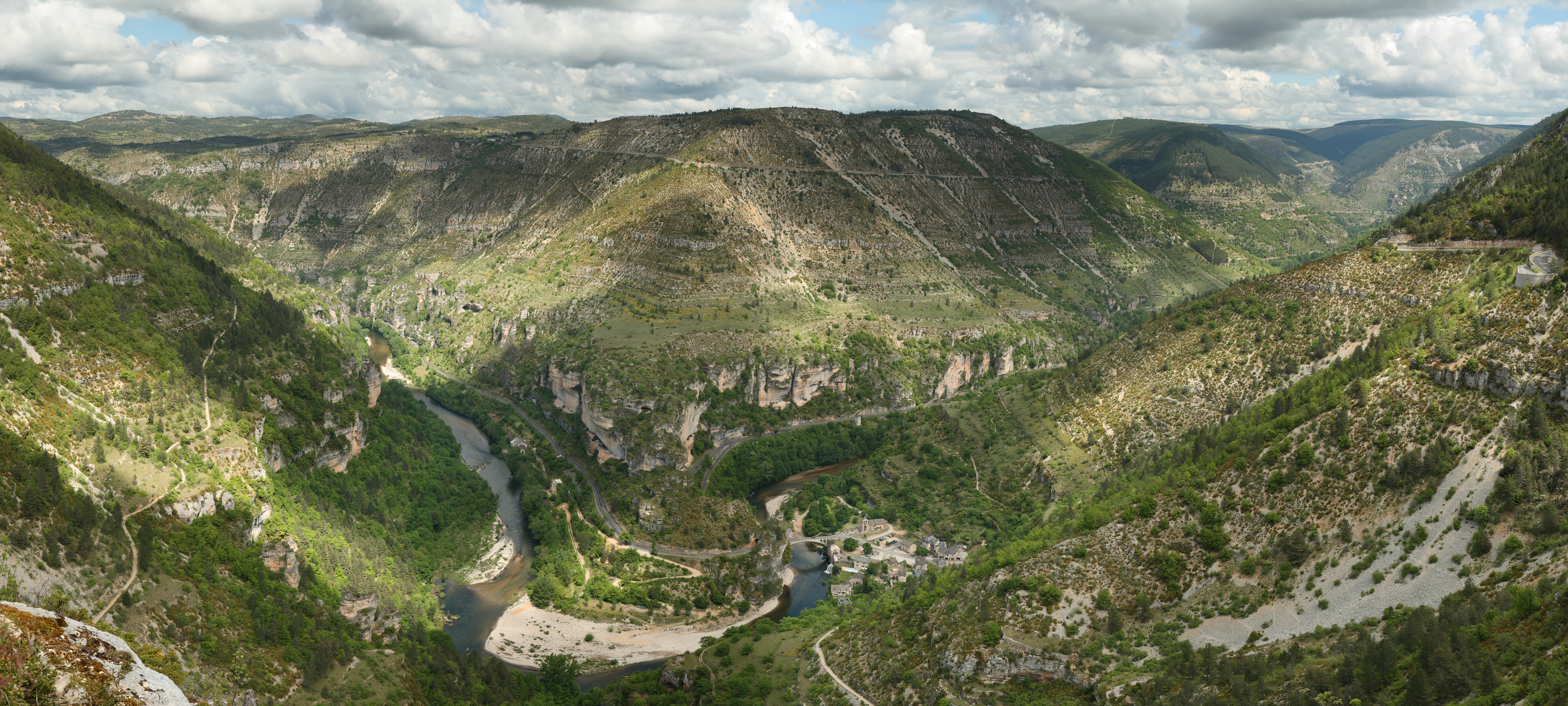
Saint-Chély-du-Tarn (2008)